# 马尔米罗洛
马尔米罗洛（義大利語：Marmirolo），是意大利曼托瓦省的一个市镇。总面积42平方公里，人口7734人，人口密度184.1人/平方公里（2009年）。国家统计（ISTAT）代码为020033。

## 友好城市
- 義大利马萨伦巴达